# Strada statale 262 di Campli
La ex strada statale 262 di Campli (SS 262), ora strada provinciale 262 di Campli (SP 262), è una strada provinciale italiana che collega Giulianova con Campli.

## Percorso
La strada ha origine dalla strada statale 16 Adriatica nel centro abitato di Giulianova. Il tracciato prosegue in direzione nord-ovest, fino a raggiungere Montone, deviando quindi verso ovest fino al bivio per Mosciano Sant'Angelo da dove si diparte la strada statale 262 dir di Campli.
Il percorso continua attraversando Bellante e Campli, terminando infine sulla strada statale 81 Piceno Aprutina non lontano dalla frazione di Campovalano.
In seguito al decreto legislativo n. 112 del 1998, dal 2001 la gestione è passata dall'ANAS alla Regione Abruzzo che ha provveduto al trasferimento dell'infrastruttura al demanio della Provincia di Teramo.

## Strada statale 262 dir di Campli
La ex strada statale 262 dir di Campli (SS 262 dir), ora strada provinciale 262 dir di Campli (SP 262 dir), è una strada provinciale italiana, diramazione della ex strada statale 262 di Campli.
Nel 2006 in concomitanza al 3º Lotto della Strada statale 80 racc di Teramo è stata inaugurata la variante della strada presso la frazione di Ripoli.
Si distacca all'altezza del centro abitato di Mosciano Sant'Angelo per attraversarlo da nord e sud, e terminare il proprio percorso all'innesto con la strada statale 80 del Gran Sasso d'Italia in località Mosciano Stazione.
Il caposaldo finale si trova in un nodo cruciale rappresentato dall'ex svincolo dell'A14 Bologna-Taranto e dalla strada statale 80 racc di Teramo.
In seguito al decreto legislativo n. 112 del 1998, dal 2001 la gestione è passata dall'ANAS alla Regione Abruzzo che ha provveduto al trasferimento dell'infrastruttura al demanio della Provincia di Teramo.